# Sputnik (raketa)
Sputnik byla nepilotovaná sovětská nosná raketa navržená Sergejem Koroljovem a odvozená z mezikontinentální rakety R-7 Semjorka. 4. října 1957 vynesla na oběžnou dráhu Země první umělou družici na světě - Sputnik 1.
Byly postaveny dvě verze Sputniku, Sputnik-PS (index GRAU 8K71PS), který vynesl Sputnik 1 a později Sputnik 2, a raketa Sputnik (8A91), jejíž start však v dubnu 1958 skončil nezdarem a následně 15. května vynesla Sputnik 3.
Mladší člen rodiny raket R-7, raketa Poljot, měla stejnou konfiguraci jako raketa Sputnik, ale byla zkonstruována z komponent rakety Voschod. Kvůli podobnosti byla Poljot byl někdy známá jako Sputnik 11A59.